# De Smeth

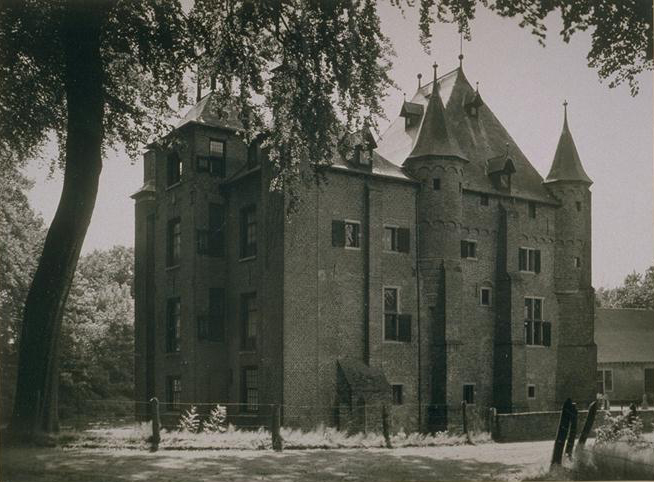
Das Schloss Deurne diente als Residenz der Herren von Deurne und Liessel.

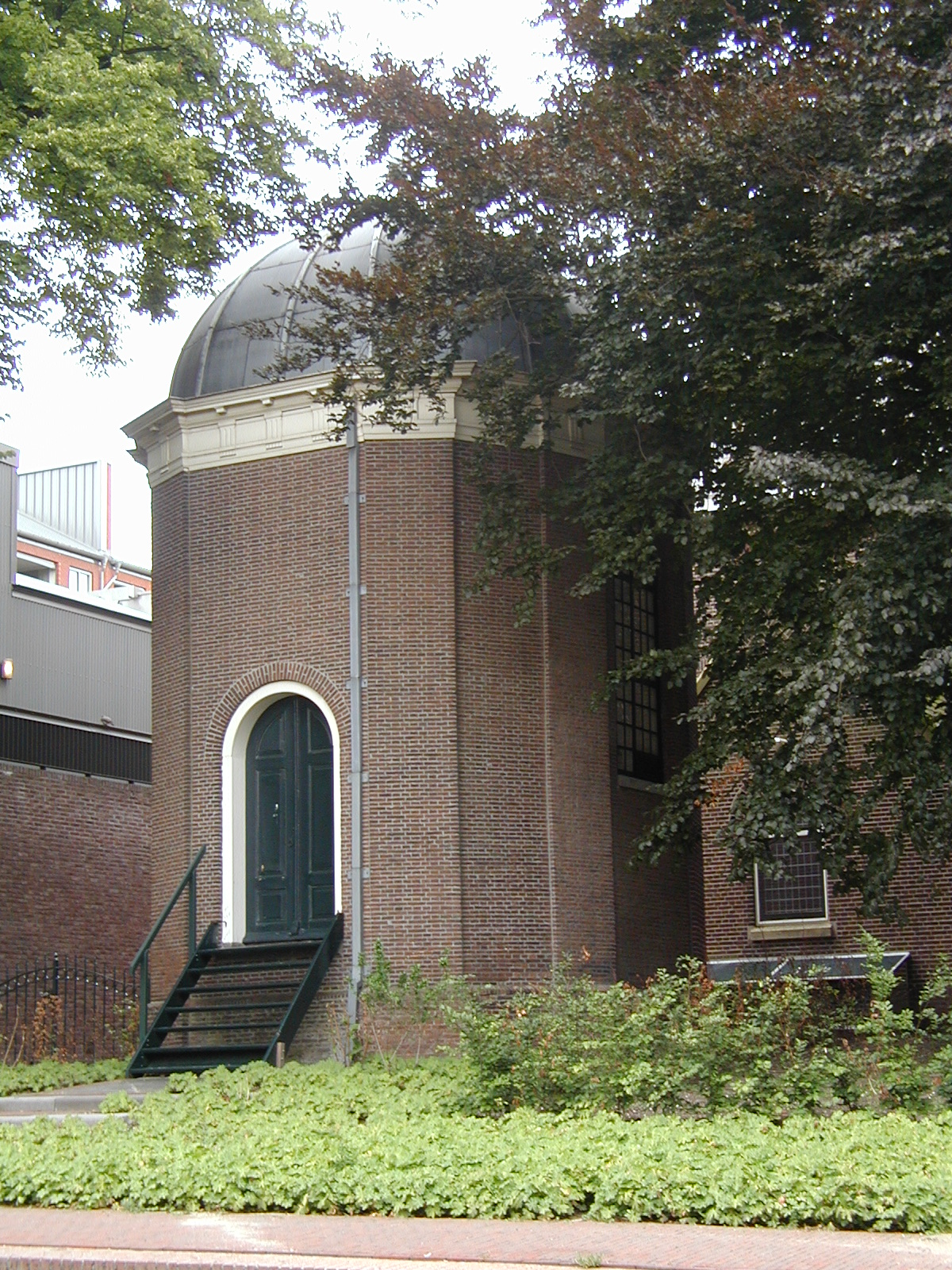
Grabkapelle der Familie De Smeth in Alphen aan den Rijn

De Smeth ist der Name eines adeligen Geschlechts aus den Niederlanden.

## Geschichte
Die Brüssler Familie, die zur Mitte des 17. Jahrhunderts via Köln nach Amsterdam gelangte wurde im 18. Jahrhundert durch Zarin Katharina der Großen aufgrund von Finanzhilfe an den Russischen Hof in den Adelsstand versetzt. Im 19. Jahrhundert erfolgte die Ernennung zum Baron, durch den niederländischen König Wilhelm I. Die De Smeths gehörten zur Amsterdamer Regentenklasse, und erlangten im 18. Jahrhundert den Besitz über die Ambachtsherrlichkeit Alphen und Rietveld, der Hohen Herrlichkeit Deurne und die daran angekoppelte Herrlichkeit Liessel.
Ein Familienmitglied, Theodorus de Smeth (1779–1859), war der Halbbruder von Henriëtte d’Oultremont de Wégimont und somit ein Schwager des Königs Wilhelm I. Alle noch heutzutage lebenden Familienmitglieder stammen von Paul Arnold Jacques Baron de Smeth (1857–1941), Herr von Alphen und Rietveld, ab. Die Nachkommen seines ältesten Sohnes Ferdinand François Baron de Smeth (1887–1939) sind in den westlichen Niederlanden und in Luxemburg beheimatet, die Abkömmlinge seines jüngsten Sohnes Raymond Baron de Smeth (1890–1945) wohnen in Australien sowie in den niederländischen Provinzen Groningen und Friesland. Darüber hinaus besteht noch ein Schweizer Familienzweig der sich im 17./18. Jahrhundert vom Hauptast abspaltete.

## Varia
- Smethport, der Verwaltungssitz von McKean County (Pennsylvania), wurde nach der Familie De Smeth benannt.